# Clathrodrillia lophoessa
Clathrodrillia lophoessa is een slakkensoort uit de familie van de Drilliidae. De wetenschappelijke naam van de soort is voor het eerst geldig gepubliceerd in 1882 door Watson.